# Гиппопотамиры
Гиппопотамиры (лат. Hippopotamyrus) — род пресноводных лучепёрых рыб из семейства мормировых отряда араванообразных. Распространены в водоёмах тропической Африки.
Некоторые виды этого рода имеют довольно ограниченный ареал. Например, Hippopotamyrus longilateralis встречается только в реке Кунене на юге Африки.
Длина тела от 8,6 до 30,5 см. Хвостовой стебель узкий, хвостовой плавник глубоко раздвоен. На языке и парасфеноиде имеются зубы. Спинной и анальный плавники расположены в задней части тела один напротив другого. Имеют крупный мозжечок.
Питаются мелкими беспозвоночными, обитающими в иле. Для ориентирования в пространстве, поисков корма и обнаружения хищников используют собственное электрическое поле, которое генерируется мышцами.

## Классификация
На октябрь 2018 года в род включают 15 видов:
- Hippopotamyrus aelsbroecki (Poll, 1945)
- Hippopotamyrus ansorgii (Boulenger, 1905)
- Hippopotamyrus castor Pappenheim, 1906
- Hippopotamyrus grahami (Norman, 1928)
- Hippopotamyrus harringtoni (Boulenger, 1905)
- Hippopotamyrus longilateralis B. J. Kramer & Swartz, 2010
- Hippopotamyrus macrops (Boulenger, 1909)
- Hippopotamyrus macroterops (Boulenger, 1920)
- Hippopotamyrus pappenheimi (Boulenger, 1910)
- Hippopotamyrus paugyi Lévêque & Bigorne, 1985
- Hippopotamyrus pictus (Marcusen, 1864)
- Hippopotamyrus psittacus (Boulenger, 1897)
- Hippopotamyrus retrodorsalis (Nichols & Griscom, 1917)
- Hippopotamyrus szaboi B. J. Kramer, van der Bank & Wink, 2004
- Hippopotamyrus weeksii (Boulenger, 1902)
- Hippopotamyrus wilverthi (Boulenger, 1898)